# From Afar
Albums de Ensiferum
Victory Songs
(2007) Unsung Heroes
(2012)
From Afar est le quatrième album studio en date du groupe de Viking/Folk metal finlandais Ensiferum. L'album est sorti le 9 septembre 2009 sous le label Spinefarm Records.
L'album a atteint la 9e place au classement Finnish Albums Chart.
L'édition limitée de l'album contient en plus le titre Vandraren, qui est une reprise du groupe de Folk rock suédois Nordman.

## Musiciens
- Petri Lindroos – chant guttural, guitare
- Markus Toivonen – guitare, chant clair
- Sami Hinkka – basse, chant clair
- Emmi Silvennoinen – claviers, chant
- Janne Parviainen – batterie

### Musiciens de session
- Heri Joensen (du groupe Týr) - chant sur le titre Vandraren

## Liste des morceaux
1. By the Dividing Stream – 3:50
2. From Afar – 4:52
3. Twilight Tavern – 5:39
4. Heathen Throne – 11:09
5. Elusive Reaches – 3:26
6. Stone Cold Metal – 7:26
7. Smoking Ruins – 6:40
8. Tumman Virran Taa – 0:53
9. The Longest Journey (Heathen Throne Part II) – 12:49
10. Vandraren (reprise du groupe Nordman, édition limitée)